# Mopalia lowei
Mopalia lowei är en blötdjursart som beskrevs av Henry Augustus Pilsbry 1918. Mopalia lowei ingår i släktet Mopalia och familjen Mopaliidae.
Artens utbredningsområde är Kalifornien. Inga underarter finns listade i Catalogue of Life.